# Meningitis abacteriana
La meningitis abacteriana o meningitis asèptica o meningitis no piògena és una malaltia en la qual les capes que recobreixen el cervell, les meninges, s'inflamen (és a dir, es produeix una meningitis) i no és causada per bacteris. La meningitis es diagnostica en una història de símptomes característics i certes troballes de l'examen (per exemple, el signe de Kernig). Les investigacions han de mostrar un augment en el nombre de leucòcits presents en el líquid cefalorraquidi (LCR), que s'obté mitjançant la punció lumbar (sent normalment menys de cinc leucòcits visibles per camp d'alta potència microscòpica).
El terme asèptic és amb freqüència un terme equivocat, que implicaria una manca d'infecció. Per contra, molts casos de meningitis asèptica són produïdes per una infecció amb virus o micobacteris que no es poden detectar amb els mètodes habituals d'anàlisis. Actualment la reacció en cadena de la polimerasa ha augmentat la capacitat dels metges per detectar virus, com ara enterovirus, citomegalovirus i virus de l'herpes al LCR, però encara hi ha molts altres virus que no s'hi detecten. A més, els micobacteris amb freqüència requereixen tincions especials i mètodes de cultiu que fan difícil la seva detecció. Quan les troballes del LCR són concordants amb una meningitis abacteriana, i els estudis microbiològics habituals són negatius, els metges solen etiquetar la meningitis com abacteriana, així és un diagnòstic per exclusió.
Les meningitis abacterianes poden ser el resultat de causes no infeccioses; com un efecte secundari relativament poc freqüent de medicaments, i pot ser una troballa d'hora en una malaltia autoimmunitària.
No existeix un sistema de classificació formal, en general es fa per l'organisme causant si s'ha identificat.
Sense establir la causa específica de la meningitis és difícil determinar les opcions de tractament o el pronòstic.